# Servon-sur-Vilaine
Servon-sur-Vilaine település Franciaországban, Ille-et-Vilaine megyében. Lakosainak száma 4032 fő (2022. január 1.). Servon-sur-Vilaine La Bouëxière, Acigné, Brécé, Châteaubourg, Domagné és Noyal-sur-Vilaine községekkel határos.

## Népesség
A település népessége az elmúlt években az alábbi módon változott:
| Lakosok száma | 1284 | 1995 | 2494 | 3341 | 3545 | 3579 | 3676 | 3804 | 3823 | 4032 |
|               | 1968 | 1982 | 1990 | 2006 | 2013 | 2015 | 2017 | 2019 | 2020 | 2022 |